# 減刑
減刑（げんけい）とは、本来受けるべき刑を軽くすることである。
刑の確定後、行政的に行われるものと、刑の確定する過程において司法的に行われるものがある。厳密な法律用語としては前者のみが減刑であり、後者は刑の減軽として区別される。

## 行政における減刑
恩赦法を参照のこと。

## 司法における刑の減軽
犯罪行為については、個別に刑法など実体法で法定刑が定められているが、当事者の特段の事情がある場合は刑の減軽が認められている（刑法第12章「酌量減軽」、第13章「加重減軽の方法」）。前述のようにこれは法律用語としての「減刑」ではない（ただし、変換ミスとしてはよく見られる）。量刑を参照。
刑の減軽事由では、情状酌量、心神耗弱、過剰防衛があるが、これらは減刑とは異なる。減刑とは軽くしてもらうように一般の人が裁判所にお願いする行為（減刑嘆願書など）で減軽とは異なる。
- 自首(刑法第42条1項による減軽)
- 自白(刑法170条による減軽)